# Woo Hye-rim
Woo Hye-rim (hangul: 우혜림), även känd under artistnamnen Hyerim, Hyelim och Lim, född 1 september 1992 i Seoul, är en sydkoreansk sångerska och låtskrivare.
Hon var tidigare medlem i den sydkoreanska tjejgruppen Wonder Girls från att hon gick med gruppen 2010 till det att den upplöstes 2017.

## Diskografi

### Singlar
| År           | Titel                                                                 | Topplacering                                                          |
| År           | Titel                                                                 | Sydkorea (Gaon Chart)                                                 |
| ------------ | --------------------------------------------------------------------- | --------------------------------------------------------------------- |
| 2016         | "With You" (med Bernard Park)                                         | —                                                                     |
| Övriga låtar |                                                                       |                                                                       |
| 2011         | "Act Cool" (med San E, på studioalbumet Wonder World av Wonder Girls) | "Act Cool" (med San E, på studioalbumet Wonder World av Wonder Girls) |
| 2014         | "Iron Girl" (av Ha:tfelt, på EP-skivan Me? av Ha:tfelt)               | "Iron Girl" (av Ha:tfelt, på EP-skivan Me? av Ha:tfelt)               |